# Палиця Геракла (амулет)

Бронзова палиця з Віллінгему

Палиця Геракла (Herkuleskeule, Donarkeule) — це тип артефакту Римської імперії та періоду міграцій.
Амулети «Палиця Геракла» давньоримської епохи з'явилися в 2-3-му сторіччі і поширилися по всій імперії (включно з римською Британією). Вони переважно робились з золота у формі дерев'яних палиць.
Екземпляр, знайдений у районі Кельн-Ніппс міста Кельн, Німеччина, містить напис «DEO HER[culi]», що підтверджує їх зв'язок з Гераклом. Також і Тацит згадує особливий зв'язок германців з Гераклом, а саме:
вони кажуть, що і Геракл одного разу відвідав їх; і коли ідуть у битву, з усіх героїв вони першому йому співають.
Існує два базові типи амулета, менший за розміром (бл. 3 см), що виплавлявся у формах, та більший за розміром (бл. 5 см), що кувався з листового металу.
Один з типів кістяних підвісок Залізної Доби (Біблійний період), знайдений в Палестині, також асоціюється з прикрасами Палиці Геракла давньоримської епохи.
Вотивна бронзова палиця знайдена у селищі Віллінгем (Кембриджшир) в 1857 році наслідує давньоримський зразок за формою та зображенням на палиці вузлів дерева, але має і місцеву (кельтську) іконографію у вигляді зображень голів тварин, антропоморфічних фігур та колеса в основі палиці.
Між 5-м та 7-м сторіччям, протягом міграцій германців, цей тип амулета швидко поширюється з території ельбійських германців по всій Європі. Ці германські «палиці Донара» створювались з рогів оленів, кісток чи дерева, рідше з бронзи чи дорогоцінних металів. Їх знаходять виключно у жіночих похованнях, а носили їх ймовірно або як підвіску на поясі або як вушну підвіску.
Цей тип амулета був заміщений амулетом епохи вікінгів — підвіскою у вигляді молота Тора під час християнізації Скандинавії в 8-9-му сторіччі.